# Ole Andersen

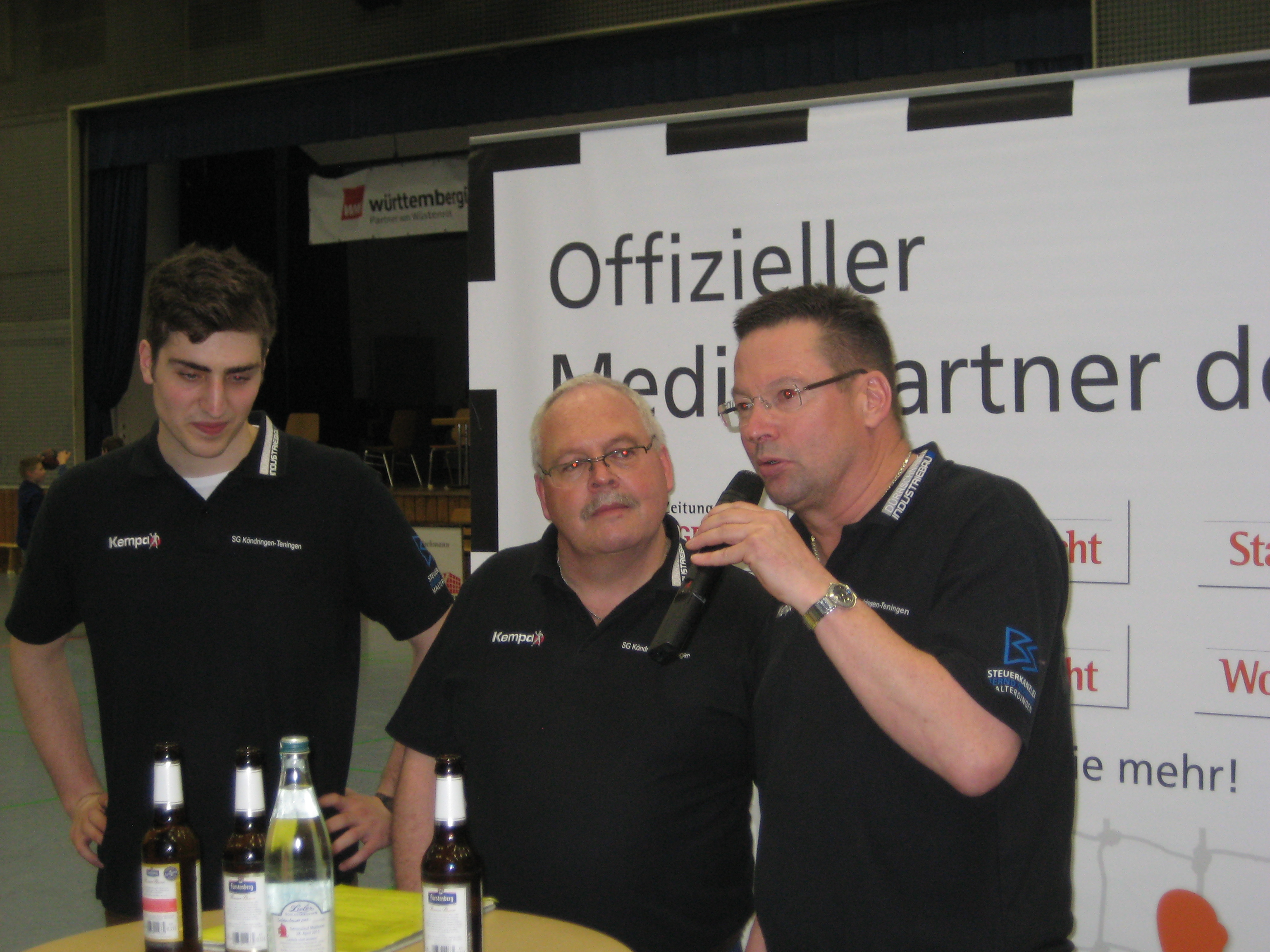
Ole Andersen (rechts) nach dem Heimsieg der SG Köndringen/Teningen am 20. April 2013 gegen die TSG Münster

Ole Andersen (* 1958) ist ein dänischer Handballtrainer beim TV Willstätt.

## Karriere
Andersen war als Nachfolger von Anders Dahl-Nielsen von 1992 bis 1993 Nationaltrainer der Dänischen Nationalmannschaft.
Von 1999 bis 2001 war er Trainer des Bundesligisten TV Willstätt. 2001 ging er für ein halbes Jahr in die Schweiz zu den Grashoppers nach Zürich und ging danach zurück nach Dänemark und arbeitete dort für zwei dänische Erstligisten. Im Anschluss arbeitete Andersen für sechs Jahre bei FFI in Frederikshavn in der ersten dänischen Division. In der Saison 2011/12 löste er Wolfgang Ehrler als Trainer des Drittligisten SG Köndringen/Teningen ab. Zum Jahresanfang 2020 beendete er seine Trainertätigkeit bei der SG Köndringen/Teningen und kehrte zum TV Willstätt zurück, wo er bis Ende 2022 Trainer war, aber nach einer schlechten Hinrunde entlassen wurde.

## Privates
Andersen ist verheiratet und Vater von vier Kindern.